# Copa Mundial de Rally Cross-Country de la FIA
La Copa Mundial de Rally Cross-Country de la FIA fue una competición de rally raid que se disputó desde el año 1993 organizado por la FIA. Desapareció en 2022 para dar lugar al Campeonato Mundial de Rally Raid, luego de fusionarse con el Campeonato Mundial de Rally Cross-Country de la FIM.

## Calendario
Pruebas que han formado parte de la Copa Mundial de Rally Cross-Country:
- Rally de Andalucía
- Rally de Kazajistán
- Silk Way Rally
- Rallye du Maroc
- Abu Dhabi Desert Challenge
- Hail Rally
- Qatar Cross-Country Rally
- Rally Dakar
- Baja Aragón
- Baja Portugal
- Baja Italia
- Rally de Túnez
- Rally de los Faraones

## Palmarés

### Copa Mundial de Rally Cross-country para Pilotos y Copilotos (Grupo T1)
| Año  | Piloto               | Copiloto                 | Constructor     |
| ---- | -------------------- | ------------------------ | --------------- |
| 1993 | Pierre Lartigue      | Michel Périn             | Citroën         |
| 1994 | Pierre Lartigue      | Michel Périn             | Citroën         |
| 1995 | Pierre Lartigue      | Michel Périn             | Citroën         |
| 1996 | Pierre Lartigue      | Michel Périn             | Citroën         |
| 1997 | Ari Vatanen          | Fred Gallagher           | Citroën         |
| 1998 | Jean-Louis Schlesser | Philippe Monnet          | Buggy Schlesser |
| 1999 | Jean-Louis Schlesser | Philippe Monnet          | Buggy Schlesser |
| 2000 | Jean-Louis Schlesser | Henri Magne              | Buggy Schlesser |
| 2001 | Jean-Louis Schlesser | Henri Magne              | Buggy Schlesser |
| 2002 | Jean-Louis Schlesser | Henri Magne              | Buggy Schlesser |
| 2003 | Carlos Sousa         | Henri Magne              | Mitsubishi      |
| 2004 | Khalifa Al Mutaiwei  | Alain Guehennec          | BMW             |
| 2005 | Bruno Saby           | Michel Périn             | Volkswagen      |
| 2006 | Sergey Shmakov       | Konstantin Meshcheryakov | ZIL             |
| 2007 | Carlos Sainz         | Michel Périn             | Volkswagen      |
| 2008 | Nasser Al-Attiyah    | Tina Thörner             | BMW             |
| 2009 | Guerlain Chicherit   | Tina Thörner             | BMW             |
| 2010 | Leonid Novitskiy     | Andreas Schulz           | BMW             |
| 2011 | Leonid Novitskiy     | Andreas Schulz           | BMW             |
| 2012 | Khalifa Al Mutaiwei  | Andreas Schulz           | Mini            |
| 2013 | Krzysztof Hołowczyc  | Andreas Schulz           | Mini            |
| 2014 | Vladimir Vasilyev    | Konstantin Zhiltsov      | Mini            |
| 2015 | Nasser Al-Attiyah    | Mathieu Baumel           | Mini            |
| 2016 | Nasser Al-Attiyah    | Mathieu Baumel           | Toyota          |
| 2017 | Nasser Al-Attiyah    | Mathieu Baumel           | Toyota          |
| 2018 | Jakub Przygoński     | Tom Colsoul              | MINI            |
| 2019 | Stéphane Peterhansel | Andrea M. Peterhansel    | MINI            |
| 2021 | Nasser Al-Attiyah    | Mathieu Baumel           | Toyota          |

### Copa Mundial de Rally Cross-Country de Constructores (Grupo T1)
| Año  | Equipo                       | Automóvil |
| ---- | ---------------------------- | --------- |
| 2013 | Monster Energy X-Raid Team   | Mini      |
| 2014 | Vasilev Racing Team          | Mini      |
| 2015 | NSAA Team                    | Mini      |
| 2016 | NSAA Team                    | Toyota    |
| 2017 | Nasser Saleh Al-Attiyah Team | Toyota    |
| 2018 | ORLEN / X-Raid               | Mini      |
| 2019 | X-Raid Mini JWC Team         | Mini      |

### Otras categorías de pilotos y copilotos del CCWC / WRCC
|      | T2                  | T2                  | T3                   | T3                  | T4           | T4               | 2WD                     |
| Año  | Piloto              | Copiloto            | Piloto               | Copiloto            | Piloto       | Copiloto         | Piloto                  |
| ---- | ------------------- | ------------------- | -------------------- | ------------------- | ------------ | ---------------- | ----------------------- |
| 2009 | Artem Varentsov     | Roman Elagin        | No realizado         | No realizado        | No realizado | No realizado     | No realizado            |
| 2011 | Ilya Kuznetsov      | Roman Elagin        | No realizado         | No realizado        | No realizado | No realizado     | No realizado            |
| 2013 | Alexander Baranenko | Roman Elagin        | Yasir Seaidan        | Sébastien Delaunay  | No realizado | No realizado     | No realizado            |
| 2014 | Andrey Rudskoy      | Evgenii Zagorodniuk | Jes Munk             | Sébastien Delaunay  | No realizado | No realizado     | No realizado            |
| 2015 | Denis Berezovskiy   | Ignat Falkov        | Raúl Orlandini       | Jean-Michel Polato  | No realizado | No realizado     | Mohammed Al-Mannai      |
| 2016 | Yasir Seaidan       | Sébastien Delaunay  | Aron Domzala         | Szymon Gospodarczyk | No realizado | No realizado     | Mathieu Serradori       |
| 2017 | Yasir Seaidan       | Sébastien Delaunay  | Claude Fournier      | No realizado        | No realizado | No realizado     | Sheik Khalid Al-Qassimi |
| 2018 | Ahmed Alshegawi     | No realizado        | José Luis Peña Campo | No realizado        | No realizado | No realizado     | Cyril Despres           |
| 2019 | Mohammed Al Meer    | Alexey Kuzmich      | Reinaldo Varela      | Gustavo Gugelmin    | Cancelado    | Cancelado        | Cancelado               |
| 2021 | No realizado        | No realizado        | Cristina Gutiérrez   | François Cazalet    | Austin Jones | Gustavo Gugelmin | No realizado            |

### Copa de Equipos del WRCC
| Año  | T2                  | T3               | 2WD     |
| ---- | ------------------- | ---------------- | ------- |
| 2013 | Infotec             | Race World Team  | No hubo |
| 2014 | Vasilev Racing Team | Jes Munk         | No hubo |
| 2015 | Astana Motorsports  | 4WD Jaton Racing | No hubo |
| 2016 | 4WD Jaton Racing    | Aron Domzala     | X-Raid  |